# 데이지 (가수)
데이지(본명: 유정안, 1999년 1월 22일 ~ )는 대한민국의 걸 그룹 모모랜드의 멤버였다. 메인래퍼, 메인댄서를 맡았었다. 서울특별시 출생이며 2살 때부터 캐나다 밴쿠버에 거주하였고 만 13세에 대한민국으로 귀국하였다. 어린 시절에 11년 동안 캐나다에 거주했으나 대한민국 국적이다.

## 학력
- 리라초등학교 (졸업)
- 아주중학교 (졸업)
- 잠일고등학교 (졸업)
- 한양대학교 (재학)

## 출연작

### TV 프로그램
- 2017년 아리랑 TV Pops in Seoul - VJ(with 낸시 of 모모랜드)
- 2017년 KBS 월드 더 뷰티
- 2017년 SBS 스타일 팔로우
- 2018년 tvN 나의 수학 사춘기